# Leoninus
Leoninus (ook Léonin, Leonius, Leo) (ca. 1150-ca. 1201) was de eerste bekende belangrijke componist van het polyfone organum. Hij was waarschijnlijk Frans en werkte waarschijnlijk aan de kathedraal Notre-Dame van Parijs en was de eerste van de  School van de Notre-Dame van Parijs, school van polyfonie en de ars antiqua stijl, die bij naam bekend is. De naam Léonin is afgeleid van "Leoninus", wat het Latijnse verkleinwoord is van de naam Leo.
Alles wat over hem weten, komt uit de geschriften van een latere student aan de kathedraal, bekend als Anonymous IV, een Engelsman, die een verhandeling over zijn theorieën achterliet en die Leoninus vermeldt als de componist van het Magnus Liber, het 'grote boek' van het organum. Een groot deel van de Magnus Liber is gewijd aan de clausulae - melismatische delen van het Gregoriaans gezang, die in afzonderlijke stukken werden geëxtraheerd, waar de oorspronkelijke nootwaarden van het gezang sterk werden vertraagd en een snel bewegend bovengedeelte over elkaar heen werd gelegd. Leoninus was misschien de eerste componist, die de ritmische modi gebruikte, en er misschien een notatie heeft voor bedacht. Volgens W.G. Waite, die in 1954 schreef: "Het was Leoninus onvergelijkbare prestatie om voor het eerst, een rationeel ritmesysteem in de polyfone muziek te introduceren, en, even belangrijk, om een notatiemethode te creëren, die dit ritme uitdrukt." 
De Magnus Liber was bedoeld voor liturgisch gebruik. Volgens Anoniem IV was "Magister Leoninus (Léonin) de beste componist van het organum; hij schreef het grote boek (Magnus Liber) voor het graduale en het antifoon gezang tijdens de heilige mis." De Magnus Liber is voor twee stemmen, hoewel er weinig bekend is over de daadwerkelijke uitvoeringspraktijk: de twee stemmen waren niet noodzakelijk solisten.
Volgens Anonymous IV werd het werk van Leoninus verbeterd en uitgebreid door de latere componist Perotinus.
De musicoloog Craig M. Wright is van mening dat Leoninus mogelijk dezelfde persoon was als een gelijktijdige Parijse dichter, Leonius, naar wie het Leoninus vers misschien is vernoemd. Dit zou het gebruik van metrum door Leoninus nog belangrijker kunnen maken.